# Ерик Бонел
Ерик Бонел (фр. Éric Bonnel; рођен 18. августа 1974) је бивши члан мушке репрезентације Француске у дизању тегова. Учествовао је три пута на Летњим олимпијским играмасе почевши од 1996. у Атланти. Тада је постигао и свој најбољи резулат освојивши 11. место у бантам категорији (56 кг.).